# REYNATIS/レナティス
『REYNATIS/レナティス』）は、フリューより発売されたゲームソフト。対応プラットフォームはNintendo Switch・PlayStation 5・PlayStation 4・Windows（Steam）。

## 概要
フリューが2024年7月25日（海外では9月28日）に発売した3DアクションRPG。2024年2月21日配信の「Nintendo Direct」にて新作として発表された。2月26日、発売日が2024年7月25日に決定したと発表し、同時に予約受付を開始した。
開発はナツメアタリが行い、シナリオに野島一成、作曲に下村陽子、キャラクターデザインに鏑木康隆を起用している。本作では舞台となる渋谷の街を再現し、ビックカメラやTSUTAYAなどの実在するブランド・店舗が実名で登場する。

## 登場人物
霧積真凛（きりづみ まりん）
声 - 小林千晃
本作の主人公。19歳の男子大学生。
西島佐理 （にしじま さり）
声 - 鬼頭明里
本作のもうひとりの主人公。元警察官の女性。